# Hollywood Vice Squad
Pour plus de détails, voir Fiche technique et Distribution.
Hollywood Vice Squad est un film américain réalisé par Penelope Spheeris, sorti en 1986.

## Synopsis
Pauline Stanton, une mère, se rend à Hollywood pour retrouver sa fille adolescente en fuite, Lori. Une fois sur place, Pauline découvre que Lori s'est impliquée dans l'industrie de la pornographie et fait équipe avec la police pour la retrouver et la récupérer.

## Fiche technique
- Titre : Hollywood Vice Squad
- Réalisation : Penelope Spheeris
- Scénario : James J. Docherty
- Photographie : João Fernandes
- Musique : Michael Convertino et Keith Levene
- Pays d'origine : États-Unis
- Format : Couleurs - Mono
- Date de sortie : 1986

## Distribution
- Ronny Cox : le capitaine Jensen
- Frank Gorshin : Walsh
- Leon Isaac Kennedy : Hawkins
- Trish Van Devere : Pauline Stanton
- Carrie Fisher : Betty Melton
- Evan C. Kim : Chang
- Joey Travolta : Stevens
- H.B. Haggerty : Tank
- Cec Verrell : Judy
- Julius Harris : Jesse
- Marvin Kaplan : l'homme avec la poupée
- Beau Starr : Farber
- Robert Miano : Luchessi
- Tom Everett : Miller
- Robin Wright : Lori Stanton
- Sandie Elizabeth Crisp  (Goddess Bunny): Charlean